# Mamadi Camará (football)
Mamadi Camará, né le 31 décembre 2003 à Catió, est un footballeur international bissaoguinéen qui évolue au poste de milieu de terrain au Reading FC.

## Biographie

### Carrière en club
Né à Catió en Guinée-Bissau, Mamadi Camará commence à jouer au football à Mansaba, avant d'arriver au Portugal en 2018, où il rejoint le Clube Desportivo Feirense,.
Il est transféré au Reading FC en 2020, où il commence sa carrière professionnelle,,. Il joue son premier match avec l'équipe première du club le 9 janvier 2021, à l'occasion d'une rencontre de FA Cup contre Luton Town. Il remplace Sam Baldock vers la fin du match, alors que son équipe s'incline 1-0,,.
Camarà enregistre sa première passe décisive le 9 août 2022, s'illustrant lors d'une défaite 2-1 contre le Stevenage FC en League Cup.

### Carrière en sélection
Mamadi Camará honore sa première sélection avec l'équipe nationale de Guinée-Bissau le 23 mars 2022, à l'occasion d'un match amical contre la Guinée équatoriale. Il est titulaire lors de la victoire 3-0 de son équipe. En mai 2022, Mamadi Camará est convoqué pour la première fois pour une rencontre en compétition officielle, pour les matchs de Qualifications à la Coupe d'Afrique des nations de football 2023.